# Distrito de Palaiseau
El distrito de Palaiseau es un distrito (en francés arrondissement) de Francia, que se localiza en el departamento de Essonne, de la región de Isla de Francia (en francés Île-de-France). Cuenta con 19 cantones y 65 comunas.

## División territorial

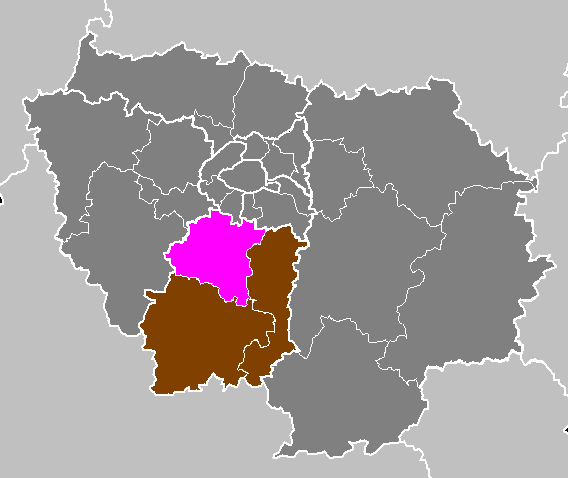
Ubicación del distrito de Palaiseau, dentro de la Isla de Francia.

### Cantones
Los cantones del distrito de Palaiseau son:
1. Cantón de Arpajon
2. Cantón de Athis-Mons
3. Cantón de Bièvres
4. Cantón de Brétigny-sur-Orge
5. Cantón de Chilly-Mazarin
6. Cantón de Gif-sur-Yvette
7. Cantón de Juvisy-sur-Orge
8. Cantón de Limours
9. Cantón de Longjumeau
10. Cantón de Massy-Este
11. Cantón de Massy-Oeste
12. Cantón de Montlhéry
13. Cantón de Orsay
14. Cantón de Palaiseau
15. Cantón de Sainte-Geneviève-des-Bois
16. Cantón de Saint-Michel-sur-Orge
17. Cantón de Savigny-sur-Orge
18. Cantón de Les Ulis
19. Cantón de Villebon-sur-Yvette

### Comunas
| 1. Arpajon (91021)              | 2. Athis-Mons (91027)                 | 3. Avrainville (91041)               | 4. Ballainvilliers (91044)        |
| 5. Bièvres (91064)              | 6. Boullay-les-Troux (91093)          | 7. Briis-sous-Forges (91111)         | 8. Bruyères-le-Châtel (91115)     |
| 9. Brétigny-sur-Orge (91103)    | 10. Bures-sur-Yvette (91122)          | 11. Champlan (91136)                 | 12. Cheptainville (91156)         |
| 13. Chilly-Mazarin (91161)      | 14. Courson-Monteloup (91186)         | 15. Fontenay-lès-Briis (91243)       | 16. Forges-les-Bains (91249)      |
| 17. Gif-sur-Yvette (91272)      | 18. Gometz-la-Ville (91274)           | 19. Gometz-le-Châtel (91275)         | 20. Guibeville (91292)            |
| 21. Igny (91312)                | 22. Janvry (91319)                    | 23. Juvisy-sur-Orge (91326)          | 24. Leudeville (91332)            |
| 25. Leuville-sur-Orge (91333)   | 26. Limours (91338)                   | 27. Linas (91339)                    | 28. Longjumeau (91345)            |
| 29. Longpont-sur-Orge (91347)   | 30. Marcoussis (91363)                | 31. Marolles-en-Hurepoix (91376)     | 32. Massy (91377)                 |
| 33. Les Molières (91411)        | 34. Montlhéry (91425)                 | 35. Morangis (91432)                 | 36. La Norville (91457)           |
| 37. Nozay (91458)               | 38. Ollainville (91461)               | 39. Orsay (91471)                    | 40. Palaiseau (91477)             |
| 41. Paray-Vieille-Poste (91479) | 42. Pecqueuse (91482)                 | 43. Le Plessis-Pâté (91494)          | 44. Saclay (91534)                |
| 45. Saint-Aubin (91538)         | 46. Saint-Germain-lès-Arpajon (91552) | 47. Saint-Jean-de-Beauregard (91560) | 48. Saint-Michel-sur-Orge (91570) |
| 49. Saint-Vrain (91579)         | 50. Sainte-Geneviève-des-Bois (91549) | 51. Saulx-les-Chartreux (91587)      | 52. Savigny-sur-Orge (91589)      |
| 53. Les Ulis (91692)            | 54. Vaugrigneuse (91634)              | 55. Vauhallan (91635)                | 56. Verrières-le-Buisson (91645)  |
| 57. La Ville-du-Bois (91665)    | 58. Villebon-sur-Yvette (91661)       | 59. Villejust (91666)                | 60. Villemoisson-sur-Orge (91667) |
| 61. Villiers-le-Bâcle (91679)   | 62. Villiers-sur-Orge (91685)         | 63. Wissous (91689)                  | 64. Égly (91207)                  |
| 65. Épinay-sur-Orge (91216)     |                                       |                                      |                                   |